# (68375) 2001 PZ22
2001 بي زد 22 (ويعرف أيضًا باسم (68375) 2001 بي زد 22 وفق تسمية الكوكب الصغير) (بالإنجليزية: 2001 PZ22)‏ هو كويكب ضمن حزام الكويكبات؛ وترتيبه 68375 من حيث الاكتشاف.
اكتُشف هذا الجُرم الفلكي بواسطة تعقب الأجرام القريبة من الأرض في 10 أغسطس 2001.

## وصلات خارجية
- (68375) 2001 PZ22 في قاعدة بيانات مختبر الدفع النفاث لأجرام النظام الشمسي الصغيرة

- الاكتشاف · مخطط المدار ·  العناصر المدارية · المعلمات المادية

- (68375) 2001 PZ22 على موقع ويكي سكاي: DSS2, SDSS, GALEX, IRAS, Hydrogen α, X-Ray, Astrophoto, Sky Map, Articles and images